# Катцер, Маркус
Маркус Катцер (нем. Markus Katzer; родился 11 декабря 1979 года, Вена, Австрия) — австрийский футболист, защитник. Выступал в сборной Австрии.

## Карьера

### Клубная
Воспитанник футбольной школы клуба «Эрла». Профессиональную карьеру начал в 2001 году в клубе «Адмира Ваккер», за который сыграл 91 матч и забил 12 мячей. Летом 2004 года на правах свободного агента перешёл в венский «Рапид», в составе которого дебютировал 14 июля. С «Рапидом» дважды стал чемпионом Австрии и один раз обладателем Кубка Интертото в 2007 году, а в сентябре того же года участвовал в первом круге Кубка УЕФА, помимо этого, в 2005 году стал финалистом Кубка Австрии и участвовал вместе с командой в групповом турнире Лиги чемпионов.

### В сборной
В составе главной национальной сборной Австрии дебютировал 20 августа 2003 года в товарищеском матче со сборной Коста-Рики. Участник чемпионата Европы 2008 года, однако, на поле в составе команды так ни разу и не вышел.

## Достижения
- Чемпион Австрии (2): 2004/05, 2007/08
- Обладатель Кубка Интертото (1): 2007
- Финалист Кубка Австрии (1): 2004/05